# Saint-Stanislas-de-Kostka
Pour les articles homonymes, voir Saint-Stanislas.
Saint-Stanislas-de-Kostka est une municipalité du Québec située dans la municipalité régionale de comté (MRC) de Beauharnois-Salaberry. Elle se trouve dans la région géographique du Suroît qui est incluse dans la région administrative de la Montérégie.

## Toponymie
Le Jésuite polonais Stanislas Kostka a été désigné patron de la jeunesse par l'Église catholique. Lors de l'érection canonique de la paroisse, celle-ci fut mise sous son patronage.

## Histoire
La municipalité actuelle doit son nom à la paroisse du même nom érigée canoniquement le 23 novembre 1853, à la suite du détachement de son territoire des paroisses de Saint-Timothée, Sainte-Cécile, Saint-Louis-de-Gonzague et d'Ormstown. L'année suivante, soit le 29 décembre 1854, on procède à son érection civile. Quant à l'érection municipale, correspondant à son incorporation, elle se produit le 1er juillet 1855. Enfin, ce ne sera qu'en 1859 que ladite paroisse sera desservie par un prêtre résident, attribuant ainsi à la collectivité la reconnaissance de la fondation définitive de la paroisse, faisant ainsi de cette année 1859 l'année de référence pour les célébrations d'anniversaire de la communauté. En 2009, Saint-Stanislas-de-Kostka célèbre donc ses 150 ans d'existence.
Durant la période de 1856 à 1860, le bureau de poste identifiait l'endroit sous le nom de River St. Louis en rappel de la rivière Saint-Louis qui traverse le territoire d'ouest en est. En 1892, l'implantation de la ligne de chemin de fer permit l'essor commercial de la collectivité. Deux incendies rasent presque tout le village en 1920 et en 1938. En 1944, l'église est détruite par le feu.
Le 27 septembre 2008, celle-ci changea son statut de municipalité de paroisse pour celui de municipalité. Le 6 décembre 2008, la municipalité se dotait officiellement d'un gentilé pour désigner l'appellation de ses citoyens, en l'occurrence celui de "Staniçois" et de "Staniçoise". En cette même date, Saint-Stanislas-de-Kostka baptisait sa bibliothèque municipale du nom "Maxime-Raymond", en hommage à l'un de ses plus illustres citoyens à y être né. M. Raymond sera notamment député de Beauharnois-Laprairie pendant près d'un quart de siècle et fondera en 1942 le Bloc Populaire Canadien dans la foulée de la crise politique entourant le plébiscite sur la conscription.

## Géographie
La municipalité de Saint-Stanislas-de-Kostka se trouve dans la région du Suroît sur la rive droite du fleuve Saint-Laurent en aval du lac Saint-François au confluent du canal de Beauharnois. Elle est la municipalité la plus occidentale de la municipalité régionale de comté de Beauharnois-Salaberry. Au nord sur la rive opposée du canal de Beauharnois se trouve Salaberry-de-Valleyfield, capitale du Suroît. La superficie totale de la municipalité couvre 62,37 km2 dont 57,74 km2 sont terrestres. Le relief est plat, étant dans les basses-terres du Saint-Laurent.

### Municipalités limitrophes
Le territoire de la municipalité est borné à l'est par Saint-Louis-de-Gonzague, au sud-est par Ormstown, au sud par Godmanchester et à l'ouest par Sainte-Barbe, ces trois dernières municipalités étant dans la MRC voisine du Haut-Saint-Laurent. Sur la rive opposée du lac Saint-François font face Saint-Zotique et Les Coteaux, municipalités de la MRC de Vaudreuil-Soulanges.

## Démographie
| 1991  | 1996  | 2001  | 2006  | 2011  | 2016  | 2021  |
| ----- | ----- | ----- | ----- | ----- | ----- | ----- |
| 1 590 | 1 643 | 1 630 | 1 668 | 1 553 | 1 654 | 1 852 |

Langue maternelle (2006)
| Langue              | Population | Pct (%) |
| ------------------- | ---------- | ------- |
| Français seulement  | 1 570      | 94,86 % |
| Anglais seulement   | 65         | 3,93 %  |
| Français et Anglais | 0          | 0,00 %  |
| Autres langues      | 20         | 1,21 %  |

## Administration
L'élection du conseil municipal se fait en bloc et par district électoral. La municipalité est rattachée à la MRC de Beauharnois-Salaberry. À l'élection de 2013, Caroline Huot devient mairesse avec 84,1% des voix contre le maire sortant Jean-Pierre Gaboury avec un taux de participation de 59,4 %. La population locale est représentée à l'Assemblée nationale du Québec au sein de la circonscription québécoise de Beauharnois et à la Chambre des communes du Canada par la circonscription fédérale de Beauharnois-Salaberry.
| Saint-Stanislas-de-Kostka Maires depuis 2005                                                                         |                            |         |          |
| Élection | Maire                      | Qualité | Résultat |
| 2005 | Gilles Boulé               |         | Voir     |
| 2009 | Aucun candidat à la mairie |         | Voir     |
| n/d | Jean-Pierre Gaboury        |         | Voir     |
| 2013 | Caroline Huot              |         | Voir     |
| 2017 | Caroline Huot              | Voir    |          |
| 2021 | Jean-François Gendron      |         | Voir     |
| Élection partielle en italique Depuis 2005, les élections sont simultanées dans toutes les municipalités québécoises |                            |         |          |

|            | 2009-2013           | 2013-2017          | 2021-2025             |
| Maire      | Jean-Pierre Gaboury | Caroline Huot      | Jean-François Gendron |
| District 1 | Guylaine Lemieux    | Sébastien Frappier | Sylvain Poirier       |
| District 2 | Jean-Guy St-Onge    | Jean-Guy St-Onge   | Mario Prévost         |
| District 3 | Camille Deschamps   | Camille Deschamps  | Louise Théoret        |
| District 4 | Sébastien Frappier  | Michel Taillefer   | Raymond Martin        |
| District 5 | Réjean Dumouchel    | Réjean Dumouchel   | Jacques Mailloux      |
| District 6 | Mario Archambault   | Mario Archambault  | Mario Archambault     |

## Urbanisme

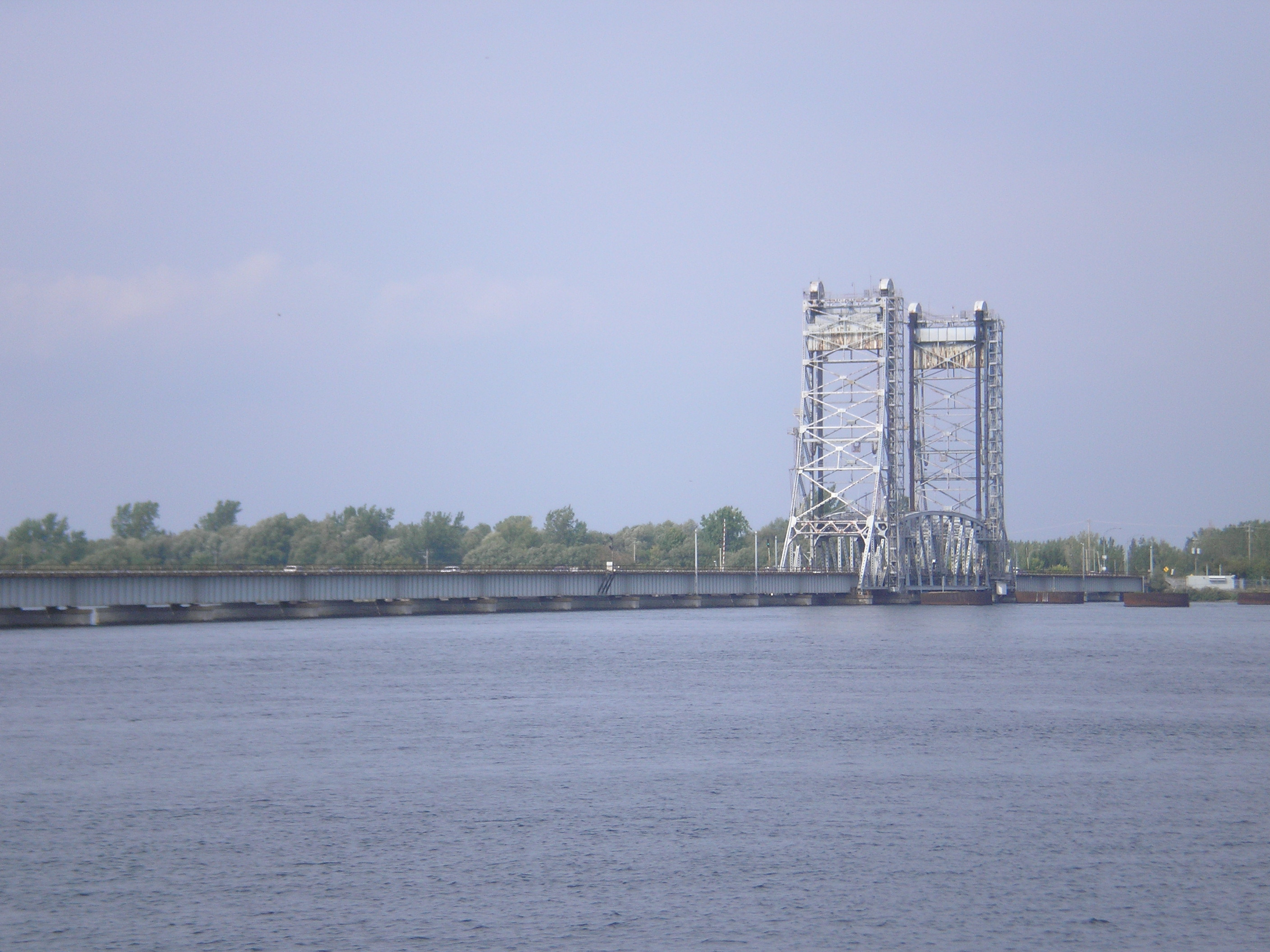
Pont Larocque

La route 132 relie la localité à Salaberry-de-Valleyfield au nord-est en traversant Voie maritime du Saint-Laurent par le pont Larocque, ainsi que Sainte-Barbe et la frontière américaine à Dundee au sud-ouest. La route 201, qui emprunte également le pont Larocque au nord, relie Saint-Stanislas-de-Kostka à Ormstown au sud-est. La route 236, qui dessert le village, devient parallèle au canal de Beauharnois et se dirige à Saint-Louis-de-Gonzague à l'est.
Les principales voies de communication de la municipalité, en plus des routes 132, 201 et 236, sont les rues Principale, Centrale, Hébert et Brosseau, le rang du Cinq ainsi que les chemins du Canal, Seigneurial et de la Baie.

## Culture
La bergerie Mimeault élève des brebis Pur-sang Dorset. Elle produit entre autres une terrine d’agneau au cognac, une tourtière à l’agneau et une merguez forte à l’agneau.